# Vark
Cette page contient des caractères spéciaux ou non latins. S’ils s’affichent mal (▯, ?, etc.), consultez la page d’aide Unicode.

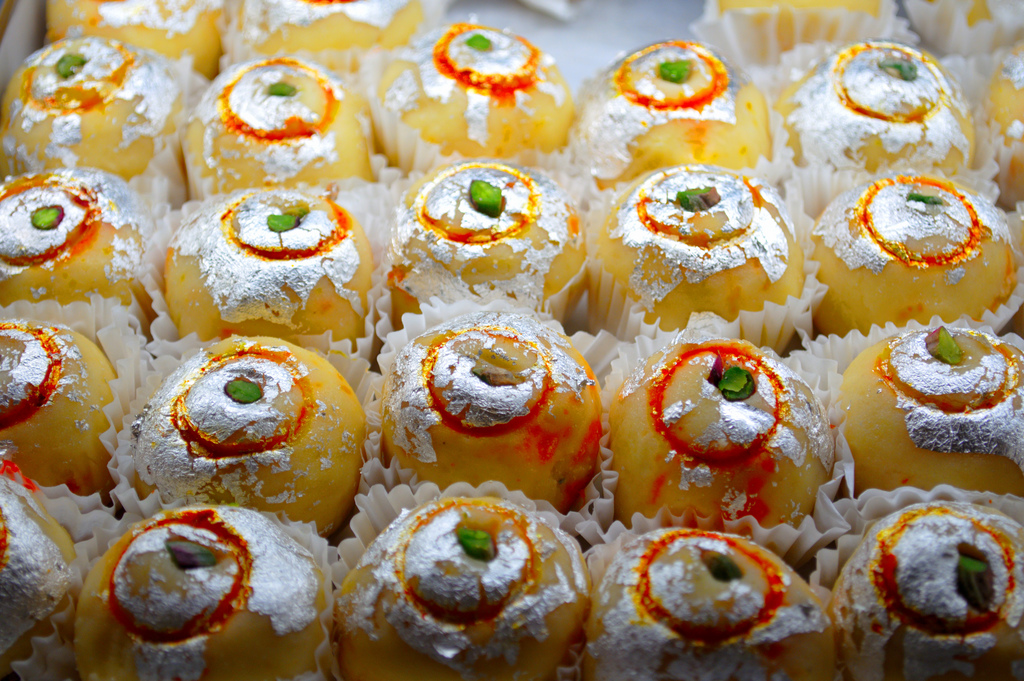
Des confiseries indiennes décorées de vark dans un restaurant de l'Ontario.

Le Vark, Varak ou Varakh (hindî वर्क, prononcé Vrk) est une fine feuille d'argent recouvrant certaines confiseries indiennes. L'argent est considéré comme inoffensif car consommé en infime quantité[réf. nécessaire].